# Jacek Dąbała
Jacek Dąbała (ur. 22 sierpnia 1959 w Warszawie) – polski specjalista w zakresie mediów, komunikowania, literatury i filmu.  Profesor zwyczajny na Uniwersytecie Jagiellońskim w Instytucie Dziennikarstwa, Mediów i Komunikacji Społecznej.

## Życiorys
W 1978 ukończył Liceum Ogólnokształcące nr I im. Konstantego Ildefonsa Gałczyńskiego w Otwocku, w 1983 studia polonistyczne na Katolickim Uniwersytecie Lubelskim. W latach 1987–2002 pracował jako dziennikarz, początkowo w Radiu Lublin, a od 1989 w Telewizji Polskiej. W 1993 obronił na Uniwersytecie Marii Curie-Skłodowskiej pracę doktorską Wit Tarnawski jako krytyk literacki napisaną pod kierunkiem Lecha Ludorowskiego. W latach 2002–2007 pracował w Instytucie Filologii Polskiej UMCS. Tam w 2005 uzyskał stopień doktora habilitowanego na podstawie pracy Tajemnica i suspens. Wokół głównych problemów creative writing. Od 2007 pracował na Wydziale Nauk Społecznych KUL, następnie został pracownikiem Instytutu Dziennikarstwa, Mediów i Komunikacji Społecznej Uniwersytetu Jagiellońskiego. W 2012 otrzymał tytuł profesora nauk humanistycznych.
W pracy naukowej zajmował się jakością myślenia i głupotą w komunikowaniu medialno-politycznym, przewidywaniem makro bezpieczeństwa medialno-politycznego, audytem jakości mediów, aksjologią mediów, optymalizacją procesów komunikowania, warsztatem dziennikarskim, autoprezentacją medialną, budowaniem wizerunku.
Jest komentatorem problematyki medialnej w radiu, telewizji i Internecie. Jego eseje ukazują się m.in. w Onecie i „Rzeczpospolitej”. Jako audytor jakości mediów założył w 2020 platformę w języku polskim i angielskim, oceniającą treści i warsztat dziennikarski w skali globalnej – Dabalamedia.com.
Jest członkiem Polskiej Akademii Filmowej, Polskiego Towarzystwa Komunikacji Społecznej, Stowarzyszenia Pisarzy Polskich i Polskiego Towarzystwa Komunikacji Medycznej.
W 2020 został odznaczony Brązowym Medalem „Zasłużony Kulturze Gloria Artis”, w 2022 Krzyżem Kawalerskim Orderu Odrodzenia Polski. W 2012 otrzymał Krzyż Komandorski Orderu Św. Stanisława (odznaczenie prywatne).

## Twórczość

### Proza
Debiutował jako pisarz powieścią satyryczno-groteskową Telemaniak. Kolejne książki  political-fiction: Zawodowcy, Powrót Szakala i Doradca, wydane zostały jako fikcyjne przekłady pod pseudonimem Jack Oakley. Pod własnym nazwiskiem opublikował i wznawiał siedem powieści w różnych konwencjach gatunkowych: Telemaniak,  Prawo śmierci, Pieszczochy losu, Diabelska przypadłość, Złodziej twarzy, Ryzykowny pomysł i Największa przyjemność świata; także tragifarsę polityczną Mechanizm. 
Za powieść Pieszczochy losu otrzymał w 1997 Nagrodę Literacką im. B. Prusa. Uzasadnienie jury brzmiało: "za odwagę w podejmowaniu skomplikowanych problemów współczesności w konwencji ironiczno-groteskowej i znakomite opanowanie warsztatu pisarskiego".

### Praca naukowa
Napisał monografię Wit Tarnawski jako krytyk literacki (1993), opracował pierwszy w Polsce wybór tekstów krytycznych Tarnawskiego - Uchwycić cel, przygotował także Antologię polskiej krytyki literackiej na emigracji 1945-1985.
Z zakresu mediów, dziennikarstwa i komunikowania opublikował m.in. po polsku:
- Tajemnica i suspens. Wokół głównych problemów creative writing” (2004) (Drugie wydanie tej książki, zmienione i uzupełnione, ukazało się pod tytułem: Tajemnica i suspens w sztuce pisania. W kręgu retoryki dziennikarskiej i dramaturgii medialnej" (2010)
- Horyzonty komunikacji medialnej (2006)
- Warsztatowo-aksjologiczne mechanizmy tworzenia telewizji (2011)
- Media i dziennikarstwo. Aksjologia - warsztat - tożsamość (2014)
- Medialne fenomeny i paradoksy (2020)
- Media ćwiczą rozum. Vademecum rozsądku dla obywateli, polityków i dziennikarzy (2022)
- Media, czyli głupiego widać- 104 diagnozy (2023)

oraz po angielsku:
- Mystery and Suspense in Creative Writing, LIT Verlag, Zurich – Berlin (2012)
- Creative Paths to Television Journalism, Peter Lang, Frankfurt am Main - New York - Oxford... (2015)
- Thinking. The Heart of the Media, Peter Lang, Frankfurt am Main - New York-Oxford... (2021)

Artykuły i recenzje drukował m.in. w "Zeszytach Prasoznawczych", "Studiach Medioznawczych", „Pamiętniku Literackim”, „Ruchu Literackim”, „Więzi”, „Kresach”, „Tygodniku Powszechnym”, „Rzeczpospolitej”, „Przeglądzie Powszechnym”, „Ethosie” i „Zeszytach Naukowych KUL”.

### Inne
Jest współautorem scenariusza do filmu Młode wilki. Pisze też scenariusze do komiksów, np. Najemnik Medox. Wcześniej do adaptacji komiksowej W pustyni i w puszczy.